# 4913 Вансюань
4913 Вансюань (4913 Wangxuan) — астероїд головного поясу, відкритий 20 вересня 1965 року.
Тіссеранів параметр щодо Юпітера — 3,473.
Названо на честь китайського інформатика Ван Сюаня (кит.: 王選, 1937 — 2006).